# Fatima al-Hosani
Fatima al-Hosani (Sharjah, 5 november 1998) is een discuswerpster uit Verenigde Arabische Emiraten.
Op de Olympische Jeugdzomerspelen van 2014 nam al-Hosani deel aan het onderdeel discuswerpen. Het jaar daarop, op de Aziatische Jeugdkampioenschappen behaalde ze een zilveren medaille.
- World Athletics: 14695781